# Kateryna Serebrjanska

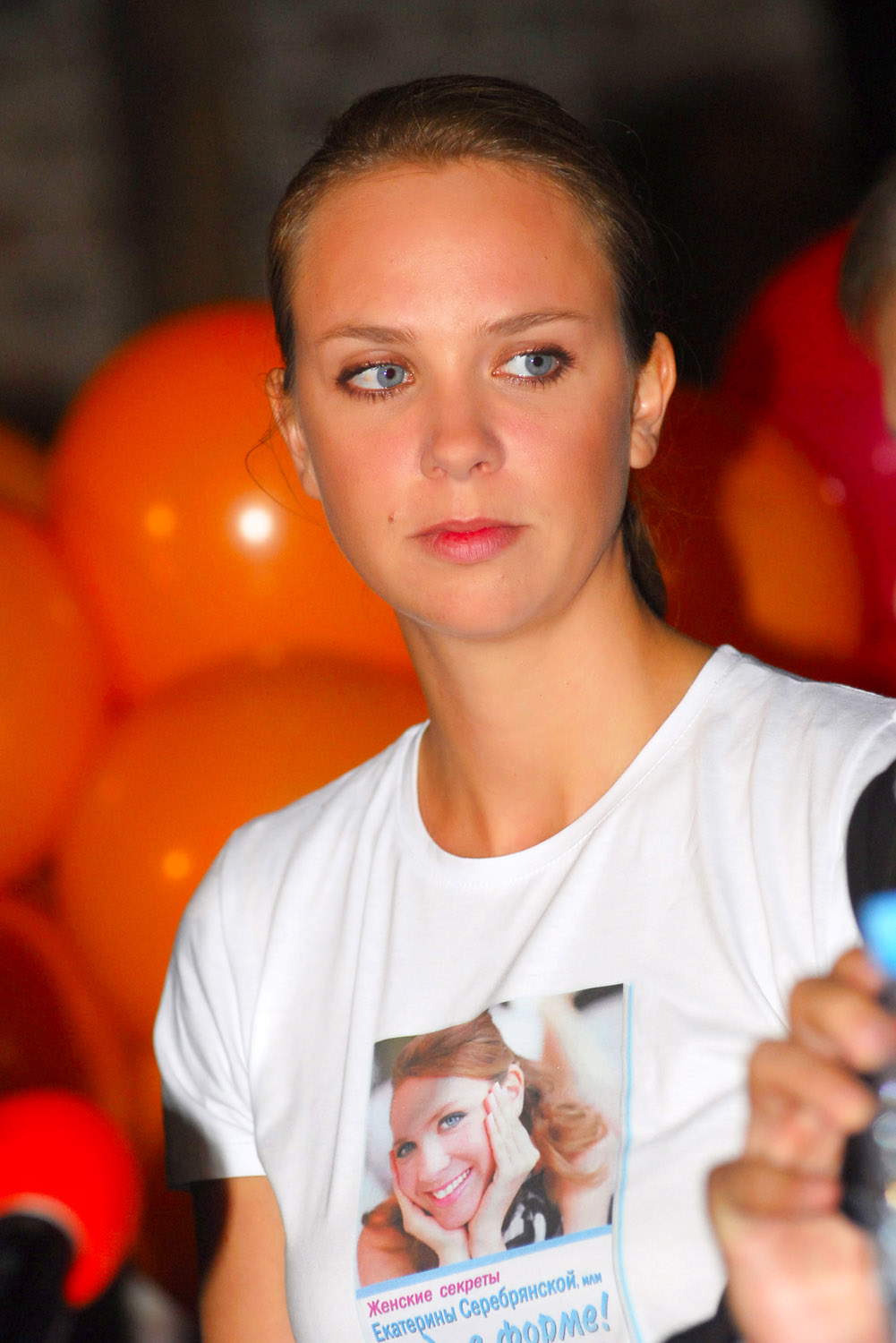
Kateryna Serebrjanska (2007)

Kateryna Olehiwna Serebrjanska (ukrainisch Катерина Олегівна Серебрянська; * 25. Oktober 1977 in Simferopol, Ukrainische SSR) ist eine ehemalige ukrainische rhythmische Sportgymnastin. Sie ist Goldmedaillengewinnerin der Olympischen Spiele 1996, Weltmeisterin im Mehrkampf 1995, zweimalige (1995, 1996) Europameisterin im Mehrkampf und dreimalige Siegerin des Grand-Prix-Finales im Mehrkampf.

## Leben und Karriere
Serebrjanska wurde in Simferopol, Ukrainische SSR, Sowjetunion, geboren. Sie begann 1982 im Alter von vier Jahren mit ihrer Mutter Ljubow als Trainerin im Verein Gratsia in Simferopol mit dem Turnen. Später zog sie in die ukrainische Hauptstadt Kiew, um an der Deriugina-Schule zu trainieren.
Bei den Weltmeisterschaften 1995 in Wien (Österreich) holte Serebrjanska gemeinsam mit der Bulgarin Marija Petrowa den Titel im Mehrkampf. Sie gewann auch mehrere Einzeltitel: Seil bei den Weltmeisterschaften 1993 in Alicante (Spanien); Reifen (gleichauf mit der Belarussin Laryssa Lukjanenka und Marija Petrowa), Ball (gleichauf mit der ukrainischen Teamkollegin Olena Witrytschenko), Keulen und Band bei den Weltmeisterschaften 1994 in Paris (Frankreich); Ball (gleichauf mit den Russinnen Jana Batyrschina und Amina Saripowa) bei den Weltmeisterschaften 1995 in Wien (Österreich); und erneut 1996 in Ungarn. Dass sie bei den Weltmeisterschaften 1994 alle 4 Goldmedaillen in den Mehrkampf-Finals gewann, ist eines von nur zwei Malen in der Geschichte, das Alexandra Timoschenko gelang, und war umso erstaunlicher, als sie im Mehrkampf-Finale nach großen Fehlern auf Platz 4 landete, obwohl sie als Favoritin auf den Sieg galt (ironischerweise verpasste Timoschenko 1991 auch den Mehrkampf-Titel und wurde Zweite hinter ihrer Teamkollegin Oksana Skaldina, bevor sie die Goldmedaillen in den Mehrkampf-Finals gewann). Außerdem gewann sie 1996 den Europameistertitel im Mehrkampf sowie Mannschaftsgold und Gold im Seil-, Ball- und Bandfinale.

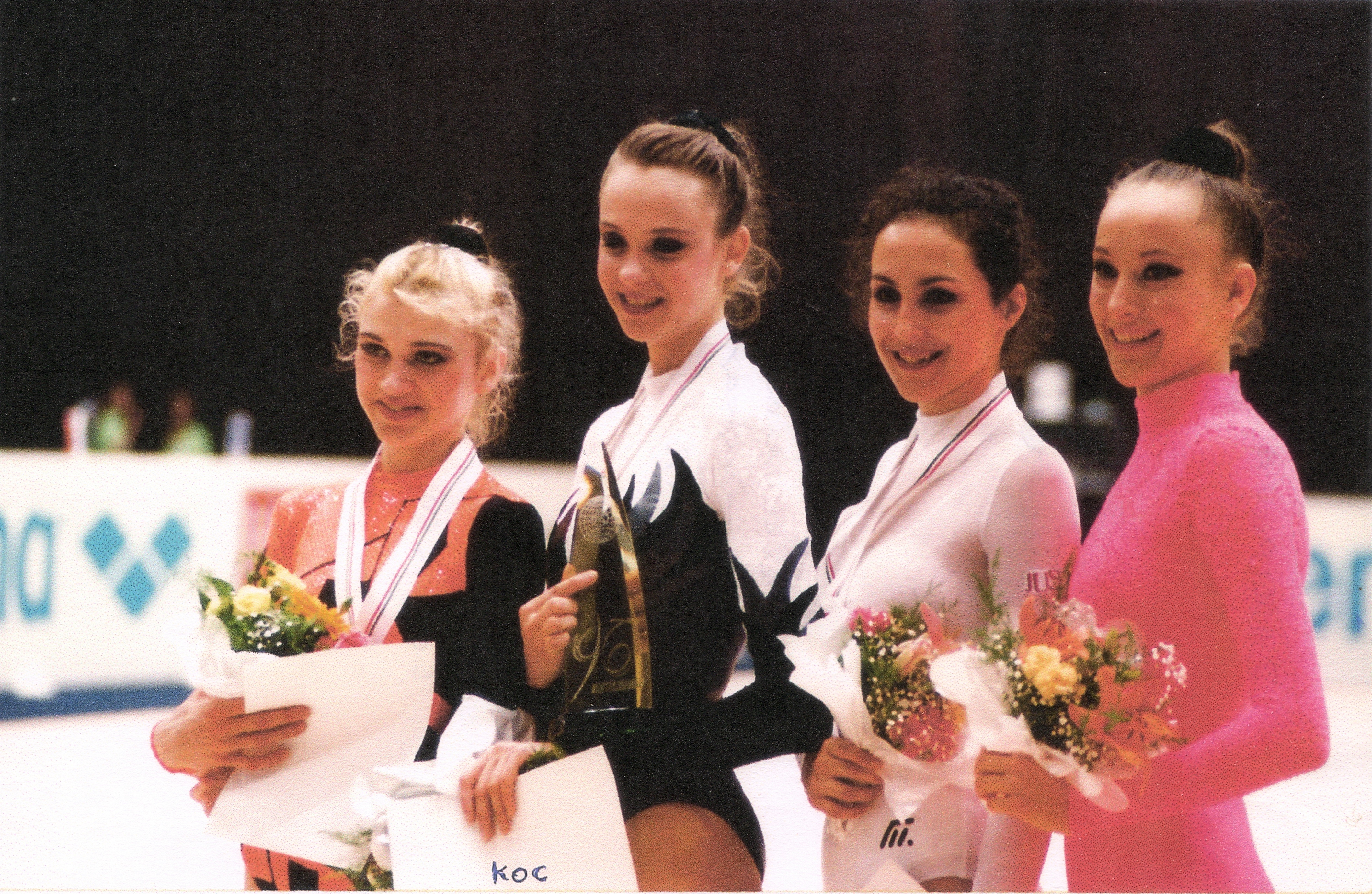
Serebrjanska bei den Weltmeisterschaften 1996 in Budapest

Als Goldmedaillenfavoritin nach ihren Erfolgen in den Jahren 1994, 1995 und Anfang 1996 gewann Serebrjanska bei den Olympischen Spielen 1996 in Atlanta dank ihrer technischen Stärke, ihrer Präzession, ihres Schwierigkeitsgrads und ihrer ausgereiften Präsentation die Goldmedaille, obwohl sie vor ihrem letzten Wurf mit dem Band einen kleinen Fauxpas hatte. Vor der Bandübung lag sie 0,150 Punkte vor ihrer engsten Konkurrentin, Jana Batyrschina, die vor ihr antrat und das Band fallen ließ.
Serebrjanska, Alina Kabajewa, Oleksandra Tymoschenko und Jewgenija Kanajewa sind die einzigen rhythmischen Gymnastinnen, die Welt-, Europa- und Olympiatitel gewonnen haben.
Bei den Europameisterschaften 1997 in Griechenland ließ Serebrjanska am Ende ihrer Mehrkampf-Keulenübung eine Keule fallen (9,825), aber 9,950 Punkte am Seil und am Band sowie 9,912 Punkte am Reifen brachten ihr eine Gesamtpunktzahl von 29,637 und damit die Bronzemedaille mit 0,012 Punkten Vorsprung vor der Französin Eva Serrano. Im Gerätefinale gewann sie Gold am Seil mit einer perfekten 10,000 und Silber an den Keulen und Bändern. Bei den Weltmeisterschaften 1997 trat sie wegen einer Erkrankung ihrer Mutter nicht an. Bei ihrem letzten großen Wettkampf, den Europameisterschaften 1998, erreichte sie jeweils das Gerätefinale. Sie gewann Gold im Reifenfinale (9,950) und Silber am Seil (9,933). Außerdem gewann sie Bronze am Band (9,933), punktgleich mit der Belarussin Jauhenija Pawlina und Jana Batyrschina, die jedoch aufgrund des neuen Punktesystems mit Gleichstand die Medaille gewann. Im Mehrkampffinale belegte sie den 6. Platz (und verlor im Tie-Break gegen die Belarussin Julija Raskina).
Serebrjanska zog sich 1998 aus der Rhythmischen Sportgymnastik zurück.

## Rekorde
Serebrjanska war die erste rhythmische Sportgymnastin, die gleichzeitig Europa-, Welt- und Olympiasiegerin im Mehrkampf wurde. Dieser Rekord wurde von Alina Kabajewa bei den Olympischen Spielen 2004 in Athen und Jewgenija Kanajewa bei den Olympischen Spielen 2012 in London eingestellt.
Serebrjanska hat bei einer einzigen Weltmeisterschaft Goldmedaillen an allen Geräten gewonnen (und zwar an allen fünf Geräten: Seil, Reifen, Kugel, Keulen und Band), ein Rekord, der bisher nur von Bianka Panowa, Oxana Kostina und Jewgenija Kanajewa erreicht werden konnte. Zusammen mit Jewgenija Kanajewa und Lilija Ignatowa hat Serebrjanska drei Weltgoldmedaillen im Ballwurf gewonnen.
Sie ist die einzige der drei rhythmischen Gymnastinnen (mit Alina Kabajewa und Jewgenija Kanajewa), die alle Grand-Slam-Titel (Olympische Spiele, Weltmeisterschaften, Europameisterschaften, Weltcup-Finale und Grand-Prix-Finale) gewonnen hat.